# Leprechaun 2
(Tagline del film)
Leprechaun 2 è un film del 1994 diretto da Rodman Flender. È il secondo capitolo della saga horror di Leprechaun, con Warwick Davis sempre nella parte del leprecano. È l'ultimo film della saga di Leprechaun a essere distribuito nei cinema. Gli altri capitoli verranno prodotti in formato direct-to-video.
In Italia il film, come tutti gli altri capitoli della serie, è stato distribuito in DVD, sebbene questo film fosse già stato trasmesso in televisione tempo prima.

## Trama
1000 anni fa in Irlanda , un malvagio Leprechaun festeggia il suo millesimo compleanno il giorno di San Patrizio . Dice al suo schiavo, un uomo di nome William O'Day, che ha trovato la sposa perfetta. Una volta sposato, il Leprechaun promette di concedere a O'Day la sua libertà. O'Day è felicissimo all'inizio, ma è inorridito nel vedere che il Leprechaun ha scelto la sua bellissima figlia. Nonostante le suppliche di O'Day, il Leprechaun dice che sarà sua una volta che starnutisce tre volte consecutive senza che nessuno la salvi dicendo "Dio ti benedica". Una volta che il Leprechaun la manipola per iniziare a starnutire, O'Day dice "Dio ti benedica, bambina mia", liberandola dal Leprechaun. O'Day viene quindi ucciso dal Leprechaun, che promette di sposare un discendente di O'Day nel suo prossimo millesimo compleanno.
Nel presente, il leprecauno finalmente trova una petulante sedicenne di nome Bridget, una discendente di O'Day, che sta litigando con il suo fidanzato, Cody. Cody, il quale è tutorato da suo zio Morty, non riesce mai ad arrivare ai loro appuntamenti perché deve mantenere suo zio che è dipendente dall'alcool. Il leprecauno segue Bridget fino a casa sua, dove un ragazzo di nome Ian sta tentando di corteggiarla, ma lei lo rifiuta dandogli una gomitata sulle costole. Il leprecauno crea poi un'illusione per uccidere Ian.
Poco dopo, Cody bussa alla porta di Bridget per chiederle scusa, offrendole dei fiori, che fanno starnutire Bridget. Al terzo starnuto Cody sta per dire "Dio ti benedica!", ma il leprecauno arriva e cerca di strangolarlo col filo del telefono. Dopo uno sforzo per liberarsi, il leprecauno cattura Bridget e scompare, ma scomparendo perde una sua moneta d'oro.
In quel momento arriva la polizia e accusa Cody della sparizione di Bridget. Cody torna a casa da suo zio Morty e gli racconta quel che è successo; Morty all'inizio non ci crede, finché il leprecauno irrompe nella loro casa, in cerca della sua moneta, e loro scappano.
Morty e Cody vanno in un bar pieno di nani vestiti di verde per celebrare il giorno di San Patrizio. Mentre sono lì, uno dei nani regala a Cody una moneta di cioccolato. Il leprecauno li segue e Morty lo sfida ad una gara di bevute (sebbene in realtà Morty sta bevendo dell'acqua con dell'aranciata). A causa di questa gara, il leprecauno diventa estremamente ubriaco al punto che riesce a malapena a parlare propriamente e a controllare i suoi poteri.
Il leprecauno, dopo essere tornato sobrio, va in una caffetteria dove uccide un cameriere a causa di una battuta sulla sua statura. Intanto, Cody e Morty arrivano in una pista di go-kart, nella quale in un ufficio è presente una cassaforte fatta di ferro, il punto debole di un leprecauno. Cody cattura il leprecauno all'interno della cassaforte, ma Morty ne approfitta per domandare al folletto tre desideri e chiude Cody dentro un ufficio. Il suo primo desiderio è avere la pentola d'oro, ma quest'ultima appare dentro la sua pancia. Morty desidera poi di liberare il leprecauno per fare in modo che quest'ultimo lo aiuti. Il terzo desiderio è che il leprecauno tiri fuori la pentola d'oro dallo stomaco di Morty, ma la creatura lo fa squartandogli la pancia. Morty, mentre sta per morire, gli implora aiuto, ma il leprecauno gli risponde, ridendo in modo sadico, che ha finito i desideri.
Il leprecauno scompare e Cody riesce a fuggire dall'ufficio, ma viene inseguito dal leprecauno a bordo di un go-kart per riprendersi la moneta d'oro, però Cody riesce a scappare e ad entrare nella tana del leprecauno per cercare di liberare Bridget.
Dentro la tana del leprecauno, Cody si imbatte contro lo scheletro di William O'Day, riportato in vita dal leprecauno. Dopo una dura e vittoriosa battaglia, egli trova Bridget e la libera dal suo incatenamento, ed entrambi fuggono, ma entrambi si perdono. Finalmente i due si trovano e Bridget chiede a Cody di darle la moneta, il ragazzo lo fa e scopre che quella che ha davanti non è Bridget, bensì è il leprecauno che si era camuffato. Prima che il leprecauno canti vittoria, scopre che la moneta è di cioccolato, poi Cody lo impala con una sbarra di ferro, e il folletto muore esplodendo.
Bridget e Cody fuggono dalla tana che esplode e i due ragazzi si baciano tornando alle loro vite.

## Produzione
Il film, girato fra il 9 novembre 1993 e il 15 dicembre dello stesso anno, costò circa 2 milioni di dollari e ne incassò solo 2,26. Il body count del film è di sei persone. Il nome del cane da guardia, Andretti, è un riferimento al pilota Mario Andretti.
In Gran Bretagna il film fu distribuito sotto il titolo di Un matrimonio e un sacco di funerali (One Wedding and Lots of Funeral), citazione del film Quattro matrimoni e un funerale.